# Киндарка
Киндарка, или кинт (алб. qindarkë, мн. ч. qindarka), до 1965 года киндар (алб. qindar) — разменная монета Албании, составляет 1/100 лека. Название происходит от алб. qind — сотня, одна сотая. Ввиду инфляции в 1990 году выпуск монет в киндарках был прекращён. Сейчас наименьшая монета в обращении — 1 лек, киндарка — лишь счётная денежная единица.
До 1926 года, когда был введён лек, выпускались местные разменные денежные единицы, которые носили названия «кинт» и «киндтар».

## Разменные единицы 1913—1926 годов
До введения в 1926 году албанского франка в Албании не существовало национальной денежной единицы. В обращении находились денежные знаки соседних государств. Периодически выпускались бумажные денежные знаки местных выпусков. Разменные денежные единицы этих выпусков носили различные названия, в том числе основанные на алб. qind:
| Наименование           | Эмитент               | Основная денежная единица                   | Год выпуска | Номиналы                    |
| ---------------------- | --------------------- | ------------------------------------------- | ----------- | --------------------------- |
| Чентезимо              | Берат                 | 1/100 итальянской лиры (алб. lirë italiane) | 1924        | 0,5 лиры                    |
| Киндтар (алб. qindtar) | Берат                 |                                             | 1925        | 50 киндтаров                |
| ?                      | Эльбасан              | 1/100 франги Эльбасана                      | 1924—1925   | 0,1, 0,2, 0,4 франги        |
| Квинд (алб. quind)?    | Фиери                 | 1/100 франка Фиери                          | 1921        | 50 квиндов                  |
| ?                      | Гирокастра            | 1/100 франги Гирокастры                     | 1920-е годы | 0,5 франги                  |
| Киндтар (алб. qindtar) | Влёра                 | 1/100 франка Влёры                          | 1924—1926   | 10, 25 киндтаров            |
| Сантим (алб. centime)  | Корча                 | 1/100 франка Корчи                          | 1917—1921   | 50 сантимов, 1/2 франка     |
| Кинт (алб. qint)       | Корча                 | 1/100 скендера                              | 1921—1926   | 25, 50 кинтов, 1/2 скендера |
| Киндтар (алб. qindtar) | Шкодер                |                                             | 1920        | 5, 10, 20, 50 киндтаров     |
| Пара                   | Выпуск турецкой армии | 1/40 куруша, 1/4000 турецкой лиры           | 1913        | 5, 10 пар                   |
| Куруш                  | Выпуск турецкой армии | 1/100 турецкой лиры                         | 1913        | 1/2, 1 куруш                |

## Монеты 1926—1963 годов
25 июня 1925 года национальной валютой Албании объявлен албанский франк с золотым содержанием 0,290323 г чистого золота, равным золотому содержанию французского франка. Албанский франк выпущен в обращение в феврале 1926 года. 1/5 франка являлся лек.
В 1926 году выпущены монеты, получившие название «киндар лека» (алб. qindar leku), 1/100 лека. В 1935 году выпущены монеты в золотых киндарах (алб. qindar ar), 1/100 золотого франка.
| Изображение      | Номинал           | Диаметр          | Вес              | Гурт             | Материал         |
| Выпуск 1926 года | Выпуск 1926 года  | Выпуск 1926 года | Выпуск 1926 года | Выпуск 1926 года | Выпуск 1926 года |
| ---------------- | ----------------- | ---------------- | ---------------- | ---------------- | ---------------- |
|                  | 5 киндаров лека   |                  |                  |                  | Бронза           |
|                  | 10 киндаров лека  |                  |                  |                  | Бронза           |
| Выпуск 1935 года |                   |                  |                  |                  |                  |
|                  | 1 золотой киндар  |                  |                  |                  | Бронза           |
|                  | 2 золотых киндара | 21 мм            |                  |                  | Бронза           |

## Монеты 1964—1988 годов
16 августа 1965 года проведена деноминация, в обращение введены банкноты и монеты образца 1964 года. На монетах этого образца впервые появилось название разменной денежной единицы «киндарка» (алб. qindarka).
| Изображение      | Номинал          | Диаметр          | Масса            | Гурт             | Материал         |
| Выпуск 1964 года | Выпуск 1964 года | Выпуск 1964 года | Выпуск 1964 года | Выпуск 1964 года | Выпуск 1964 года |
| ---------------- | ---------------- | ---------------- | ---------------- | ---------------- | ---------------- |
|                  | 5 киндарок       | 18 мм            | 0,75 г           |                  | Алюминий         |
|                  | 10 киндарок      | 17,95 мм         | 1,09 г           |                  | Алюминий         |
|                  | 20 киндарок      | 22 мм            | 1,51 г           |                  | Алюминий         |
|                  | 50 киндарок      | 24,49 мм         | 2 г              |                  | Алюминий         |
| Выпуск 1969 года |                  |                  |                  |                  |                  |
|                  | 5 киндарок       | 18 мм            | 0,8 г            |                  | Алюминий         |
|                  | 10 киндарок      | 20 мм            | 1,2 г            |                  | Алюминий         |
|                  | 20 киндарок      | 22 мм            | 1,6 г            |                  | Алюминий         |
|                  | 50 киндарок      | 24,4 мм          | 2 г              |                  | Алюминий         |
| Выпуск 1988 года |                  |                  |                  |                  |                  |
|                  | 5 киндарок       |                  |                  |                  | Алюминий         |
|                  | 10 киндарок      |                  |                  | гладкий          | Алюминий         |
|                  | 20 киндарок      | 20 мм            |                  |                  | Алюминий         |
|                  | 50 киндарок      | 24,1 мм          | 2 г              |                  | Алюминий         |